# Magnus Ingelman
Carl Magnus Ingelman, född den 19 juni 1842 i Göteborg, död den 27 juli 1927 på besök i Strängnäs (skriven i Skeppsholms församling), var en svensk sjömilitär. Han var morfars bror till Axel Ingelman-Sundberg.
Ingelman blev sekundlöjtnant vid flottan 1864. Efter tjänstgöring i handelsflottan 1864–1866 befordrades han till löjtnant 1870 samt till kapten 1881, till kommendörkapten av andra graden 1889 och av första graden 1893. Ingelman var chef för Exercis- och underbefälsskolorna vid Flottans station i Stockholm 1892–1894 och kommendant där 1895–1897 och vid Flottans station i Karlskrona 1897–1900. Han blev kommendör 1897 och konteramiral 1901. Ingelman var varvschef vid Flottans station i Karlskrona 1900–1901 och chef för Marinförvaltningen 1901–1905. Han invaldes som ledamot av Örlogsmannasällskapet 1897 (hedersledamot 1901). Ingelman blev riddare av Svärdsorden 1884, kommendör av andra klassen av samma orden 1898 och kommendör av första klassen 1902.